# شريان رقبي مستعرض
شريان رقبي مستعرض (بالإنجليزية: Transverse cervical artery)‏‏هو شريان يتفرعُ من جذع درقي رقبي.

## فروعه
يخرجُ منه الفروع التالية:
- الشريان الكتفي الظهراني  [لغات أخرى]‏
- الفرع الظاهر للشريان الرقبي المستعرض